# Tremapterus major
Tremapterus major är en insektsart som beskrevs av Jacobi 1910. Tremapterus major ingår i släktet Tremapterus och familjen spottstritar. Inga underarter finns listade i Catalogue of Life.